# David Giler
David Giler (* 23. Juli 1943 in New York City; † 19. Dezember 2020 in Bangkok, Thailand) war ein US-amerikanischer Filmproduzent und Drehbuchautor.

## Leben
David Giler gründete 1969 mit den Filmemachern Walter Hill und Gordon Carroll die amerikanische Filmproduktionsfirma Brandywine Productions. Er schrieb für einige seiner Filme die Drehbücher; zusammen mit seinem Partner Walter Hill produzierte er die Alien Filmreihe, bestehend aus Alien (1979) sowie dessen Fortsetzungen Aliens – Die Rückkehr, Alien³, Alien – Die Wiedergeburt und Alien vs. Predator. Als Ausführender Produzent war er an verschiedenen Fernsehproduktionen, darunter der Serie Geschichten aus der Gruft, beteiligt.
Am 19. Dezember 2020 erlag er 77-jährig einem Krebsleiden in seinem Haus in Bangkok.

## Filmografie (Auswahl)
- 1970: Myra Breckinridge – Mann oder Frau? (Myra Breckinridge)
- 1974: Zeuge einer Verschwörung (The Parallax View)
- 1979: Alien – Das unheimliche Wesen aus einer fremden Welt (Alien)
- 1981: Die letzten Amerikaner (Southern Comfort)
- 1986: Aliens – Die Rückkehr (Aliens)
- 1986: Geschenkt ist noch zu teuer (The Money Pit)
- 1991: Drei Wege in den Tod (Two-Fisted Tales)
- 1992: Alien 3 (Alien³)
- 1997: Alien – Die Wiedergeburt (Alien: Resurrection)
- 2001: Das Ritual – Im Bann des Bösen (Ritual)
- 2002: Undisputed – Sieg ohne Ruhm (Undisputed)
- 2004: Alien vs. Predator
- 2007: Aliens vs. Predator 2 (Aliens vs. Predator: Requiem)
- 2012: Prometheus – Dunkle Zeichen (Prometheus)
- 2017: Alien: Covenant